# La traversée de Paris
La traversée de Paris is een filmkomedie uit 1956, geregisseerd door Claude Autant-Lara. De zwart-witfilm was een Frans-Italiaanse coproductie. In Nederland kwam hij uit met als titel Twee man en een varkenskop. De hoofdrollen worden vertolkt door Bourvil en Jean Gabin.
Het verhaal is gebaseerd op een novelle van Marcel Aymé uit 1947, Traversée de Paris. Het speelt zich af in het door de nazi's bezette Parijs van de Tweede Wereldoorlog. Marcel Martin (Bourvil) is een werkloze taxichauffeur die zijn kost verdient op de zwarte markt. Op een avond moet hij een in het zwart geslacht varken in vier koffers dwars door Parijs vervoeren. Zijn vaste compagnon blijkt zopas aangehouden te zijn en hij krijgt nu het gezelschap van een zekere Grandgil (Jean Gabin), (zoals later blijkt) een kunstschilder die toevallig aanwezig is bij de kruidenier (De Funès) waar het varken wordt geslacht. De brute en bruuske Grandgil gaat met hem mee louter omwille van het avontuur. De twee komen in allerlei hachelijke situaties terecht in hun poging om de Franse politie en de Duitse Gestapo te ontlopen.

## Hoofdrollen
| Acteur          | Personage       | Beschrijving           |
| --------------- | --------------- | ---------------------- |
| Jean Gabin      | Grandgil        | kunstschilder          |
| Bourvil         | Marcel Martin   | werkloze taxichauffeur |
| Louis de Funès  | Jambier         | de kruidenier          |
| Jeannette Batti | Mariette Martin | de vrouw van Martin    |

## Prijzen
De film kreeg de Prix Méliès voor beste Franse film van 1956 (samen met Un condamné à mort s'est échappé van Robert Bresson).
Bourvil kreeg op het filmfestival van Venetië van 1956 de Coppa Volpi voor beste acteur.